# Eugene A. Nida
Eugene Albert Nida (Oklahoma City, 11 de novembro de 1914 - Madrid, 25 de agosto de 2011) foi um linguista, tradutor e Pastor batista americano. Desenvolveu a teoria de tradução da equivalência formal e dinâmica e é um dos fundadores da disciplina moderna dos Estudos da Tradução. Um dos mais influentes tradutores da Bíblia de todos os tempos.

## Biografia
Eugene Albert Nida nasceu em 11 de novembro de 1914 em Oklahoma City, onde seu pai era quiroprático. Aos cinco anos, mudou-se para a Califórnia com sua família. Tornou-se cristão ainda jovem, quando respondeu ao chamado para ir ao altar de sua igreja "para aceitar Cristo como meu Salvador".
Nida cursou a Universidade da Califórnia, Los Angeles (UCLA), formando-se em 1936, tendo o Grego como área de concentração e o Latim como área complementar; obteve uma das mais altas avaliações da história da instituição, graduando-se summa cum laude. No verão que se seguiu à sua formatura, preparou-se para começar um trabalho missionário de cunho linguístico com a organização que se tornaria o “Summer Institute of Linguistics” (Sociedade Internacional de Linguística – SIL). Um pouco mais tarde, começou a trabalhar com a língua Taramuhara, no México. No entanto, por problemas de saúde teve de retornar à Califórnia. No período do verão, continuava a treinar tradutores para a SIL. Ao mesmo tempo, deu início a seus estudos de pós-graduação, concluindo o mestrado em Grego do Novo Testamento, em 1939, na Universidade do Sul da Califórnia.
Nesse mesmo ano tornou-se pastor interino da Igreja do Calvário de Santa Ana, na Califórnia, substituindo o pastor fundador.
Recebeu seu Ph.D. em Linguística, na Universidade de Michigan, em 1943, ano em que também foi ordenado como ministro batista, e em que se juntou à Sociedade Bíblica Americana. Veio a coordenar o programa de traduções da sociedade, o que o fez por mais de 50 anos. Posteriormente, foi o mentor do programa global de traduções das Sociedades Bíblicas Unidas, além de consultor a serviço dessa organização. No Brasil, acompanhou o trabalho que culminou na publicação da Bíblia Almeida Revista e Atualizada. Também publicou o livro Customs, Culture and Christianity (Costumes e Culturas), bem conhecido entre os estudantes brasileiros de missiologia.
É considerado um dos maiores tradutores da Bíblia do século XX. Esteve em mais de 80 países, e suas palestras e escritos influenciaram muitos missionários e outras pessoas dedicadas à tradução bíblica. Era fluente em pelo menos 8 idiomas.
Nida desenvolveu um enfoque ou método prático de tradução, que chamou de equivalência funcional ou dinâmica. Valeu-se para isto de conceitos tirados da Linguística, das Ciências da Comunicação, da Psicologia e de Estudos Culturais. O método foi uma inovação no campo da tradução bíblica, onde o mais importante para o tradutor está em transferir o significado do texto, e não a estrutura gramatical. Para Nida, a palavra não era uma tradução literal, mas um reflexo de sua cultura. E com isso, uma tradução mais dinâmica poderia ser usada, ou, até mesmo um neologismo poderia ser criado na língua-alvo para que o conceito fosse representado. As traduções que resultam disso devem ser ao mesmo tempo exatas do ponto de vista exegético, bem como compreensíveis para o leitor.
O método teve impacto na grande disponibilidade de Bíblias em todo o mundo, com milhões de leitores em centenas de idiomas. Tanto para línguas do Círculo Ártico, Ásia, África, América Latina para as quais a Bíblia nunca antes havia sido traduzida, bem como para o inglês e outras línguas mais conhecidas que possuem longa história de tradução. Exemplos disso são a Good News Translation, a Contemporary English Version, bem como a Nova Tradução na Linguagem de Hoje. Mas outras traduções, como a Nova Versão Internacional e a Nova Bíblia de Jerusalém, também revelam influência de Nida.
Em 1946, várias Sociedades Bíblicas locais decidiram trabalhar em conjunto e formar as Sociedades Bíblicas Unidas (UBS). Ele veio a ser encarregado de formatar os projetos de tradução da nova organização.
Trabalhou em projetos para melhores versões dos textos originais, como do Novo Testamento Grego e da Bíblia Hebraica. Isso resultou na publicação de “O Novo Testamento Grego das Sociedades Bíblicas Unidas”, que possui edição em português publicada no Brasil, e que é a edição mais utilizada por estudiosos e tradutores da atualidade. Também resultou no desenvolvimento do Hebrew Old Testament Textual Project (Projeto do Texto do Antigo Testamento em Hebraico), que visa dar auxílio  na compreensão de mais de 6 mil problemas textuais relacionados ao texto hebraico.
Contribuiu também para o campo da lexicografia, na medida em que desenvolveu uma nova maneira de se fazer dicionários do grego do Novo Testamento. Trata-se do Dicionário Semântico, baseado em domínios ou campos semânticos, que são áreas de significados relacionados entre si. Nesse dicionário aparecem, não as palavras ou os equivalentes de tradução em ordem alfabética, mas os significados, que são agrupados por campos semânticos. Esse dicionário é de grande valor para os tradutores, na medida em que ajuda a distinguir entre os diferentes significados de uma mesma palavra.
Seus livros Toward a Science of Translating (Com Vistas a uma Ciência da Tradução), de 1964, e Theory and Practice of Translation (Teoria e Prática da Tradução), de 1969, foram traduzidos para várias línguas e, ainda hoje, são ferramentas muito recorridas. Escreveu mais de 40 livros sobre línguas, traduções e sobre estudos bíblicos.
Sua contribuição,porém, foi além da tradução bíblica. Eugene também influenciou o campo da Ciência da Tradução, que teve origem em sua época; suas colaborações são vistas como o pontapé inicial para o desenvolvimento da disciplina.
Teve seu trabalho reconhecido em várias ocasiões tanto pela Sociedade Linguística Americana (da qual foi presidente em 1968) como pela SBL (Society of Biblical Literature). Recebeu vários títulos de doutor honoris causa, como da Universidade Heriot-Watt em 1974, bem como outras homenagens de instituições de ensino de todo o mundo.
Seu legado continua através do Eugene Nida Institute for Biblical Scholarship da American Bible Society.
Faleceu aos 96 anos, no dia 25 de agosto de 2011, em sua casa em Madri, Espanha.

## Família
Nida foi casado por cinquenta anos com Althea Lucille Sprague Nida, que faleceu em 1993. Algum tempo depois, conheceu a Dra. María Elena Fernandez-Miranda, jurista e tradutora, com quem se casou em 1997.

## Obras
- Linguistic Interludes - (Glendale, CA: Summer Institute of Linguistics, 1944 (Revised 1947))
- Morphology: The Descriptive Analysis of Words - (Univ. of Michigan Press, 2nd ed. 1949)
- Message and Mission - (Harper, 1960)
- Toward a Science of Translating - (Brill, 1964)
- Religion Across Cultures - (Harper, 1968)
- The Theory and Practice of Translation - (Brill, 1969, com C.R. Taber)
- A Componential Analysis of Meaning – (De Gruyter; Approaches to Semiotics col. 57)
- Understanding Latin Americans: With Special Reference to Religious Values and Movements - (William Carey Library, 1974)
- Language Structure and Translation: Essays - (Stanford University Press, 1975)
- From One Language to Another - (Nelson, 1986, com Jan de Waard)
- Costumes e culturas: uma introdução à antropologia missionária - (Vida Nova, 1988, adaptado por Bárbara Burns, Décio de Azevedo e Paulo F. de Carminati)
- Contexts in Translating - (John Benjamins Publishing Company, Amsterdam, 2002)
- Fascinated by Languages - (John Benjamins Publishing Company, Amsterdam, 2003)
- Léxico Grego-Português do Novo Testamento. Baseado em Domínios Semânticos - (Sociedade Bíblica do Brasil, 2017, com Johannes P. Louw)